# 浄行寺町停留場
浄行寺町停留場（じょうぎょうじまちていりゅうじょう）は、かつて熊本県熊本市にあった熊本市交通局の電停である。

## 構造
- 相対式2面2線であった。
- ここを境に子飼橋方面（黒髪線）は、単線となっていた。

## 歴史
- 1924年（大正13年）8月1日 幹線・熊本駅前 - 当電停間の開業と共に開業。
- 1928年（昭和3年）12月26日 黒髪線・当電停 - 子飼橋間開業
- 1972年（昭和47年）3月1日 幹線・水道町電停 - 当電停 - 黒髪線・子飼橋間の廃止に伴い廃駅となる。

## 現在
国道3号の一部になっている。

## 隣の停留場
熊本市交通局
幹線・黒髪線
藤崎宮前電停 - 浄行寺町電停 - 子飼橋電停